# زنان بریج‌باز
زنان بریج‌باز (انگلیسی: Bridge Wives) یک فیلم کوتاه کمدی به کارگردانی راسکو آرباکل است که در سال ۱۹۳۲ منتشر شد.

## گزیدهٔ بازیگران
- اَل سنت جان
- فرن اِمِت
- بیلی بلچر